# Romuald Szuniewicz
Romuald Szuniewicz (ur. 23 kwietnia 1946 w Białymstoku, zm. 5 kwietnia 2023 w Warszawie) – polski inżynier, urzędnik i dyplomata, ambasador RP w Republice Południowej Afryki (2004–2008).

## Życiorys
Ukończył studia na Wydziale Chemii Politechniki Warszawskiej. W 1979 uzyskał stopień doktora. W latach 70. pracował naukowo. Ukończył studia podyplomowe – studium automatyki w Instytucie Elektroniki PW, studium kształcenia oraz ekonomiki przemysłu i informatyki na Wydziale Ekonomiki Przemysłu SGPiS. Wykonywał tłumaczenia w języku angielskim na potrzeby Instytutu Lingwistyki Stosowanej Uniwersytetu Warszawskiego. Był stypendystą Fulbrighta na University of Delaware (1983/1984). W latach 80. pracował w Komisji Planowania przy Radzie Ministrów, gdzie kolejno był wicedyrektorem, a po przekształceniu Komisji Planowania w Centralny Urząd Planowania od 1991 był dyrektorem Departamentu Strategii Rozwoju Kraju. Od 1990 związany z problematyką międzynarodową. W 1990 był wiceprzewodniczącym 26 sesji starszych doradców ekonomicznych krajów europejskich Komisji Gospodarczej ONZ w Genewie. W latach 1991–1996 jako radca handlowy-minister pełnomocny kierował w Londynie Biurem Radcy Handlowego. W latach 1997–2001 pracował w Biurze Spraw Międzynarodowych Kancelarii Prezydenta RP. W 2002 objął funkcję stałego przedstawiciela RP przy Organizacji Narodów Zjednoczonych do spraw Wyżywienia i Rolnictwa Narodów Zjednoczonych w Rzymie (FAO). W pierwszym półroczu 2004 przewodniczył w FAO grupie państw członkowskich OECD. Od 31 lipca 2004 do 31 sierpnia 2008 był ambasadorem RP w Republice Południowej Afryki.
Jest autorem i współautorem publikacji i książek na temat profesjonalnych zastosowań komputerów osobistych.
Pochowany na Cmentarzu Komunalnym Północnym w Warszawie.